# Beller (Brakel)
Beller ist eine Ortschaft in der Stadt Brakel im Kreis Höxter, Nordrhein-Westfalen und liegt an der Nethe.

## Geschichte
Beller ist eine alte sächsische Siedlung im Nethegau. Andere Schreibweisen des Ortes sind Balgeri, Balleri, Baldere, Belder, Beldere und Baldern. Der Ortsteil hat 207 Einwohner.
Im 9. und 10. Jahrhundert wurde Beller und eine längst zerstörte Balderborch (Bellerburg) erstmals als Corveyer Besitzungen erwähnt. Die Burg befand sich auf einer bewaldeten Bergkuppe östlich von Beller in Richtung Bruchhausen. Der Wald gehört zum Teil zu Bruchhausen, der Bruchhäusische Bellerberg und teils zur Ortschaft
Beller, die sogenannte Bellerburg. Das heute zur Stadt Brakel gehörige Waldstück wurde 1827 von Graf von Bocholtz-Asseburg an die Gemeinde Beller verkauft. Schon vorher hatte die Gemeinde dort die Holzgerechtigkeit.
1741 wurde die kleine Kapelle im Barockstil St. Josef geweiht. Seit dem Mittelalter gehörte Beller zur Pfarrei Erkeln. Heute wird der überwiegend römisch-katholische geprägte Ort vom Pastoralverbund Nethegau betreut.
Beller gehörte bis zu den Napoleonischen Kriegen zur Gografschaft Brakel im Hochstift Paderborn. Im Königreich Westphalen bildete Beller von 1807 bis 1813 eine Gemeinde im Kanton Brakel des Distrikts Höxter im Departement der Fulda und fiel dann an Preußen. 1816 kam die Gemeinde zum neuen Kreis Brakel und 1832 zum Kreis Höxter, in dem sie zum Amt Brakel gehörte. Am 1. Januar 1970 wurde Beller durch das Gesetz zur Neugliederung des Kreises Höxter in die Stadt Brakel eingegliedert.

## Öffentliche Einrichtungen
Die Löschgruppe in Beller wurde 1883 gegründet. Heute hat die Löschgruppe 35 Mitglieder.

## Persönlichkeiten
- Hubert Löneke (1926–2011), Bildhauer
- Johannes Fleckner (1911–2003), Priester, Missionar in China[4]